# Diseases Database
Diseases Database (cơ sở dữ liệu về các bệnh) là một website miễn phí cung cấp thông tin về các trạng thái y học, các triệu chứng, và dược phẩm. Cơ sở dữ liệu này được chạy bởi Medical Object Oriented Software Enterprises Ltd (Công ty TNHH Kinh doanh phần mềm định hướng các đối tượng Y học), là một công ty nhỏ có trụ sở tại London, Anh.
Diseases Database tích hợp trực tiếp Unified Medical Language System (UMLS) (Hệ thống ngôn ngữ y khoa thống nhất).